# Accident d'hélicoptère de la police au Kenya
L'accident d'hélicoptère de la police au Kenya a mis en cause un hélicoptère Eurocopter AS350 B3e de la police kényane. L'appareil s'est écrasé contre une colline le 10 juin 2012, tuant son pilote et ses 5 passagers, parmi lesquels se trouvait le ministre le l'intérieur George Saitoti, qui avait annoncé sa candidature à la prochaine élection présidentielle. Le ministre se rendait à une réunion de sécurité quand son appareil s'est écrasé.

## Accident
L'hélicoptère s'est abîmé entre 8 h 37 et 8 h 42 heure locale dans une forêt à proximité de Nairobi.

## Plan de vol
L'appareil (immatriculé 5Y-CDT) effectuait un vol de Nairobi jusqu'au village de Ratang.

## Causes de l'accident
Les causes de l'accident furent investies par une commission dirigée par Kalpana Rawal. Le rapport rendu public le 28 février 2013 mentionne les points suivants comme étant les causes potentielles de l'accident :
- une négligence du fabricant Eurocopter qui aurait installé une version de test du composant VEMD (Vehicle and Engine Multifunction Display)[5] sans en informer la police kényane[6],
- une perte de contrôle de l'appareil due à une mauvaise visibilité[6],
- un surpoids de 11 kg de l'appareil au décollage[5],
- un manque de la part de la police kényanne dans les domaines de formation des pilotes, de la sécurité aérienne et des tests d'aptitude au vol de ses appareils[6].

Il est à noter que la cause de faible visibilité avait été écartée par le ministre des transports Amos Kimunya lors de l'enquête préliminaire.